# Sabah Al-Khalid Al-Sabah
Sabah Al Khalid Al Sabah (în arabă الشيخ صباح الخالد الحمد الصباح‎; n. 15 martie 1953, Kuweit, Kuweit) este un diplomat și politician kuweitian, care a ocupat diferite posturi guvernamentale din 2006 până când a fost numit drept prim-ministru în decembrie 2019. În decembrie 2020 a fost reconfirmat ca prim-ministru. Este un membru important al familiei conducătoare a Kuweitului, familia Al Sabah.

## Viața timpurie și educația
Sabah s-a născut pe 3 martie 1953. Este fiul lui Khalid bin Hamad Al Sabah și al Mouza bint Ahmad Al Sabah, fiica lui Ahmad bin Jabir Al Sabah, care a fost conducătorul Kuweitului între 1921 și 1950. Este fratele lui Mohammad Al Khalid Al Sabah, viceprim-ministru și ministrul de interne al Kuweitului. Celălalt frate al său, Ahmad Al Khalid Al Sabah, este fost viceprim-ministru și ministru al apărării.
Deține o diplomă de licență în științe politice, pe care a obținut-o la Universitatea din Kuweit în 1977.

## Cariera
Sabah și-a început cariera în 1978, alăturându-se ministerului de externe. Până în 1995 a lucrat la minister în diferite funcții, inclusiv ca membru al misiunii permanente a Kuweitului la Națiunile Unite (1983–1989).În 1995, a devenit ambasadorul Kuweitului în Arabia Saudită și a ocupat această funcție până în 1998. În această perioadă a fost și trimisul Kuweitului la Organizația Cooperării Islamice (OCI). Din 1998 până în 2006 a fost șeful securității naționale.
În iulie 2006, i s-a acordat primul său rol de ministru și a fost numit ministru al afacerilor sociale și al muncii. El a fost, de asemenea, ministru de externe interimar în această perioadă. Mandatul său ca ministru al afacerilor sociale și al muncii a durat până în octombrie 2007, când a fost numit ministru al informațiilor. Apoi a fost numit consilier în Amiri Diwan. În februarie 2010, a fost numit în Consiliul Suprem al Petrolului.
La 22 octombrie 2011, a devenit atât viceprim-ministru, cât și ministru al afacerilor externe. Sabah l-a înlocuit pe Mohammad Al Sabah ca ministru de externe. În urma unei remanieri din 14 decembrie 2011, Sabah a fost numit și ministru de stat pentru afacerile cabinetului. Mai târziu, acest post a fost preluat de Mohammad Abdullah Al Mubarak Al Sabah. La 4 august 2013, Sabah a fost numit prim-viceprim-ministru pe lângă postul său de ministru de externe.
La 19 noiembrie 2019, Sabah a devenit al optulea prim-ministru al Kuweitului prin decretul emirului, după demisia predecesorului său Jaber Al-Mubarak Al-Hamad Al-Sabah.
În mai 2021, Sabah s-a exprimat în favoarea unei noi legi kuweitene care impune 10 ani de închisoare și o amendă de 5.000 de dinari kuweitieni pentru oricine sprijină Israelul în viața reală sau pe rețelele sociale.